# Ignacio José de Aránguiz
Ignacio José de Aránguiz; político y hacendado chileno. Nació en La Serena, en 1760. Falleció en Santiago, en 1821. 
Estudió en la Academia de San Luis, para dedicarse luego a la agricultura en su fundo, cerca de Huasco, donde comenzaba una incipiente cosecha de uva.
Moderado en política, formó parte del Primer Congreso Nacional en 1811, como Diputado por Huasco.